# Alalay
Alalay è un comune (municipio in spagnolo) della Bolivia nella provincia di Mizque (dipartimento di Cochabamba) con 6.415 abitanti (dato 2010).

## Cantoni
Il comune è suddiviso in 2 cantoni:
- Alalay
- Ayapampa